# Comuna Velîkomîhailivka, Sînelnîkove
Velîkomîhailivka (în ucraineană Великомихайлівка) este o comună în raionul Sînelnîkove, regiunea Dnipropetrovsk, Ucraina, formată din satele Kîiivske, Kodațke, Nosaci, Velîkomîhailivka (reședința) și Zaiace.

## Demografie
Componența lingvistică a satului Velîkomîhailivka
     Ucraineană (94,5%)
     Rusă (5%)
     Alte limbi (0,5%)
Conform recensământului din 2001, majoritatea populației satului Velîkomîhailivka era vorbitoare de ucraineană (94,5%), existând în minoritate și vorbitori de rusă (5%).